# HardSID

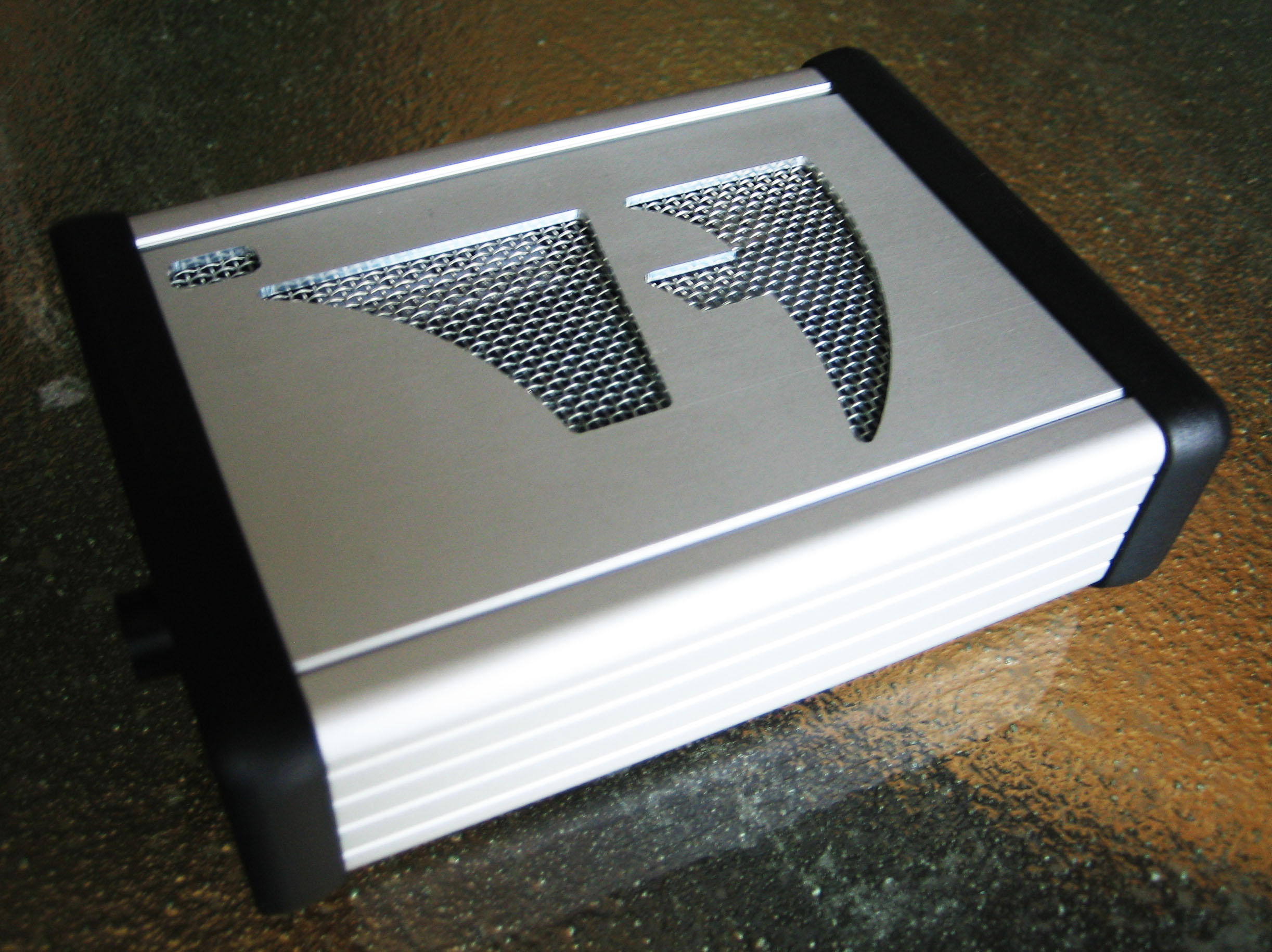
HardSID UPlay

HardSID är en familj ljudkort för PC-datorer som tillverkas av det ungerska företaget Hard Software lett av Teli Sándor.
HardSID baseras på 80-talsljudchippet SID (Sound Interface Device - egentligen MOS 6581 eller MOS 8580) som blev populärt genom att det användes i världens mest sålda hemdator: Commodore 64 under 1980-talet och i början av 1990-talet. HardSID var marknadens tredje SID-baserade enhet som inte tillverkats av Commodore (den första var SID Symphony av Creative Micro Designs och den andra SidStation MIDI synthesiser av Elektron).
Till skillnad från SidStation som arbetar via MIDI-signaler, använder sig HardSID av ett hårdvaruinterface kopplat till SID-chippet, vilket gör det användbart till emulatorer, SID-musikspelare och även direkt programmering. Musiker som använder HardSID använder ofta HardSID 4U VSTi (Virtual Studio Technology) som kan hantera HardSID:s samtliga SID-chip tillsammans och/eller fristående.

## Historia
Den första HardSID-enheten (1999) var ett ISA-baserat ljudkort (vilket snabbt gjorde enheten föråldrad), innehållande en sockel för ett SID-chip. Redan från första modellen byggdes enheten för att klara av båda SID-chipmodellerna (6581 och 8580 inklusive alla revisioner).
ISA-modellen byttes snabbt ut mot en version för PCI-portar. Förutom en version för ett SID-chip, skapades även "HardSID Quattro", som klarade av fyra SID-chip och som även hade en kylfläkt.
Fyra nyare modeller har utvecklats sedan dess: 2008 kom "HardSID 4U", en USB-enhet med fyra socklar samt "HardSID 4U Studio Edition" med extra elektrisk isolering för att hindra brus i signalerna. 2010 släpptes HardSID Uno, också en USB-enhet, med plats för ett SID-chip, samt HardSID UPlay med plats för två SID-chip. Uno och Uplay saknar dock stöd för Virtual Studio Technology.